# Gary Wolfe
Gary Wolfe (né le 11 mars 1967) est un catcheur américain plus connu sous le nom de « Pitbull #1 » qui forme l'équipe The Pitbulls, avec « Pitbull #2 » Anthony Durante.

## Carrière

### Extreme Championship Wrestling
Wolfe fait ses débuts à la Tri-State Wrestling Alliance, prédécesseur de la ECW. après s'être blessé au cou lors d'un match contre  Shane Douglas, une petite guerre se déclare entre Douglas et le partenaire de Gary Wolfe, Anthony Durante, jusqu'à son retour. Gary Wolfe revient à Forever Hardcore, et racontecomment il s'est remis de sa blessure. The Pitbulls remporte le titre ECW Tag Team Championship le 16 septembre 1995 sur Raven et Stevie Richards, avec l'aide de leur manager, Francine. Le mois suivant, ils perdent le titre face à Raven et Richards.
À Cyberslam 1996, Francine et the Pitbulls battent The Eliminators et Stevie Richards dans un Dog Collar Match lorsque Fournier fait le tombé sur Richards après un Superbombe de the Pitbulls.
Le 13 juillet 1996 à Heat Wave, Francine se retourne face au The Pitbulls et devient le manager de Shane Douglas, qui l'aide par deux fois à devenir ECW World Heavyweight Champion.
Wolfe fait une apparition au show WWE, ECW One Night Stand 2005 introduisant « ECW Remembers » video honorant les « extreme » wrestlers qui sont morts. Son ancien partenaire Anthony Durante, étant décédé le 25 septembre 2003, à la suite d'une surdose.

### L'après-ECW
Wolfe catche dans la promotion de Tod Gordon, la Pro Wrestling Unplugged sous le nom de « The Pitbull » Gary Wolfe, récemment il a participé à la King of Europe Cup 2007. Il fait aussi plusieurs apparitions à la 3PW, remportant les titres Heavyweight Championship et Tag Team Championship, avec Mike Kruel.
Il catche aussi à la Pro Wrestling Unplugged, formant un groupe du nom de PIT, avec Aramis et Annie Social. Après la PWU, il passe à la Atomic Championship Wrestling (ACW). Puis, Wolfe devient entraîneur pour la CZW Wrestling Academy remplaçant John Kronus. Il entraîne de nombreux catcheurs comme Wifebeater et Johnny Kashmere.
Lors de HRT Banned In The USA, il perd contre Angel lors du premier tour du tournoi pour le HRT Heavyweight Championship.

## Palmarès et accomplissements
- Eastern Championship Wrestling/Extreme Championship Wrestling
  - ECW Television Championship (1 fois)
  - ECW World Tag Team Championship (1 fois) - avec Pitbull #2

- National Wrestling Alliance
- National
  - NWA United States Tag Team Championship (2 fois) - avec Pitbull #2

- Pro-Pain Pro Wrestling
  - 3PW Heavyweight Championship (2 fois)
  - 3PW Tag Team Championship (1 fois) - avec Mike Kruel

- Pro Wrestling Illustrated
  - PWI ranked him # 80 of the 500 best singles wrestlers in the PWI 500 in 1996